# Ruifard de Valbonnais
Le ruifard de Valbonnais (en patois : ruifar) est un plat traditionnel isérois originaire de la commune de Valbonnais dans le sud-Isère, en France.

## Étymologie
Étymologiquement, le terme ruifard est l’association de deux mots :
- rui, voulant dire « rouge » en patois valbonnetin, rappelant ainsi la couleur des pommes ;
- far, voulant dire « blé, gâteau » en latin (far, farris).

Littéralement, le ruifard est donc le « gâteau rouge ».

## Composition
Le ruifard est une tourte farcie de pommes rouges issues de l'agriculture de cette région. Ces dernières sont revenues au beurre avec un peu de chartreuse verte.